# Parafia św. Bartłomieja Apostoła w Jełowej
Parafia św. Bartłomieja Apostoła – rzymskokatolicka parafia z siedzibą przy ulicy Wolności 20 w Jełowej. Parafia należy do dekanatu Zagwiździe w diecezji opolskiej. Dnia 13 października 1959 roku, pod numerem 632/59 kościół parafialny został wpisany do rejestru zabytków województwa opolskiego.

## Historia parafii
Około 1305 roku w niemieckim dokumencie prawnym wymieniana jest miejscowość Jełowa, natomiast w dokumentach z 1399 roku mowa jest o sądzie wiejskim i lennie kościelnym. W rejestrze świętopietrza z 1447 roku, wymieniona jest parafia w Jełowej należąca do archiprezbiteratu oleskiego. Pierwszy kościół parafialny wzmiankowany jest w 1399 roku. Obecny wzniesiony został w latach 1842–1844, za czasów proboszcza – księdza Wincenza Onderki. Trudne czasy przeżywa parafia po zakończeniu II wojny światowej. Proboszczem parafii był wówczas ks. Jan Sygulla, który przy pomocy mieszkańców odbudowuje zniszczony kościół, plebanię, dom organisty i dom 
sióstr zakonnych Zgromadzenia Sióstr Służebniczek NMP. 
W 2009 roku zostaje przekazany parafii w Jełowej kościół poewangelicki w Grabiach.
Od 1 sierpnia 1996 roku proboszczem parafii jest ksiądz Helmut Piechota.

## Liczebność i zasięg parafii
Do parafii należy 1670 wiernych z 1800 mieszkańców miejscowości: Jełowa, Kobylno i Grabie.

## Miejsca kultu
- Kościół św. Bartłomieja Apostoła w Jełowej
- Kościół św. Mateusza w Kobylnie
- Kościół poewangelicki św. Antoniego w Grabiach

## Duszpasterze
- ks. Herman Thomiczek (1824–1825)
- ks. Kajetan Dolaniński (1825–1839)
- ks. Wincenty Onderka (1839–1856)
- ks. Jan Lonczig (1856–1883)
- ks. Jakub Konietzko (1883–1888)
- ks. Karol Kittelmann (1888–1898)
- ks. Hugo Siegesmund (1898-1928)
- ks. Paweł Kaletta (1928–1936)
- ks. Pilawa (1936–1937, administrator)
- ks. Jan Sygulla (1937–19562)
- ks. Jan Podczerwiński (1956–1973)
- ks. Józef Sztonyk (1973–1975)
- ks. Józef Respondek (1975–1978)
- ks. Władysław Kut (1978–1979)
- ks. Leopold Rychta (1979–1983)
- ks. Edward Cichoń (1983–1996)
- ks. Helmut Piechota (od 1996)[2].

## Grupy parafialne
- Rada parafialna
- Ministranci
- 15 Róż Różańcowych[3]